# Panika roku 1825
Ekspansywna polityka monetarna Banku Anglii stworzyła boom giełdowy, który został przerwany przez tzw. „drogi pieniądz” (zwiększenie ceny pieniądza, m.in. na skutek restrykcyjnej polityki państwa). Bank ten wystąpił w roli pożyczkodawcy ostatniej instancji, ale uczynił to zbyt późno, by zapobiec gospodarczemu załamaniu wywołanemu przez masowe upadłości brytyjskich banków.

## Wstęp
W 1815 roku, u schyłku wojen napoleońskich, Bank Anglii rozpoczął prace nad powrotem do systemu walutowego opartego na złocie, który został zniesiony w roku 1797. Po skutecznym wznowieniu, dokonanym w 1821 roku, gospodarka brytyjska wkroczyła w okres szybkiego rozwoju, który odznaczał się gwałtownym wzrostem eksportu i inwestycji. Boom eksportowy wspomogło otwarcie się na świat niepodległych państw Ameryki Łacińskiej, natomiast wzrost wydatków inwestycyjnych pobudziły istotne projekty infrastrukturalne (np. w oświetlenie gazowe, budowę kanałów i dróg kolejowych). Do ożywienia na giełdzie przyczyniła się sprzedaż papierów wartościowych, środki z której przeznaczono na pokrycie kosztów wymienionych przedsięwzięć, a także występujące w Ameryce Łacińskiej kopalnie złota i srebra (część istniała faktycznie, a część była fikcyjna) oraz dług publiczny, początkowo państw europejskich, a z czasem także latynoamerykańskich.
Niefrasobliwa polityka monetarna Banku Anglii podsyciła boom giełdowy. Bank ten dysponował również ogromnymi rezerwami złota, zgromadzonymi w okresie powrotu do wspomnianego już systemu walutowego opartego na parytecie złota. Owe rezerwy wspomogły rząd brytyjski w obsłudze i konwersji części swojego długu na instrumenty finansowe o niższej stopie zwrotu. Wzrost liczby banknotów i depozytów w banku centralnym Wielkiej Brytanii doprowadził do powiększenia bazy monetarnej, co skłoniło krajowe banki do swobodniejszej emisji pieniądza, który z kolei posłużył im do pokrycia kosztów swej ekonomicznej działalności oraz do spekulacji. Boom na giełdzie przerodził się w bańkę zaraz po tym, jak inwestorzy zaczęli podbijać ceny na rzeczywiste i nieistniejące papiery (jak obligacje ze zmyślonej „południowoamerykańskiej republiki Poyais”). W rezultacie wystąpiło zjawisko negatywnej selekcji, przez co uczciwe i rzetelne firmy napotykały na trudności w pozyskiwaniu funduszy w sposób inny niż poprzez pożyczanie na wysoki procent. Ogarnięte euforią banki zmniejszyły przez to swą czujność i zaczęły udzielać ryzykownych pożyczek.

## Pęknięcie bańki
Spekulacja w końcu musiała się skończyć. Nie do końca wiadomo, co spowodowało kwietniowy krach w 1825 roku, ale jeszcze w marcu tego roku Bank Anglii sprzedał dużą liczbę bonów skarbowych (przypuszczalnie w celu zmniejszenia obiegu pieniądza), a w kolejnych miesiącach konsekwentnie stosował restrykcyjną politykę. Gwałtowny spadek kursu akcji na giełdzie wywołał jednak szereg komercyjnych porażek na rynku. Dodatkowo, jeszcze przed upływem jesieni, która jest porą typową dla finansowych napięć, zdążyło zbankrutować wiele krajowych banków. Gdy zaś upadłość ogłosiło kilka ważnych placówek w Londynie (m.in. bank Henry’ego Thorntona), pełnowymiarowa panika stała się faktem. Wówczas Bank Anglii postanowił odwrócić swoją politykę, wcielając się w rolę pożyczkodawcy ostatniej instancji.
Pożyczaliśmy – powiedział w imieniu Banku Anglii J. Harman – na wszystkie możliwe sposoby i wedle metod, jakich nigdy wcześniej nie stosowaliśmy. Przyjmowaliśmy papiery pod zabezpieczenie, nabywaliśmy bony skarbowe, które przynosiły nam zysk. Korzyści czerpaliśmy również z weksli i to nie tylko poprzez ich dyskontowanie – zarabialiśmy także na wzroście ich wartości. W skrócie, trzymaliśmy się metod gwarantujących bezpieczeństwo naszego banku, aczkolwiek przy pewnych okazjach nie mogliśmy być zbyt wybredni. Widząc tragiczne położenie, w jakim znalazło się nasze społeczeństwo, staraliśmy się udzielać możliwie jak najwięcej pomocy. Nie później niż po dwóch dniach takiego wsparcia panika przygasła i znów zapanował spokój.
24 grudnia 1824 r. łączna wartość monet i sztabek złota, jakimi dysponował bank centralny wyniosła 10 721 000 funtów, a po roku kwota ta wynosiła tylko 1 260 000 funtów.
Bank Anglii został w ostatniej chwili uratowany przed koniecznością zawieszenia wymienialności waluty na złoto przez bank centralny Francji, który dostarczył mu dużą ilość tego surowca. Kryzys w Wielkiej Brytanii rozprzestrzenił się na Europę i Amerykę Łacińską, powodując powszechne niewywiązywanie się rządów państw ze spłaty długu publicznego, co na początku 1826 r. zapoczątkowało groźną recesję. Winą za wywołanie kryzysu obarczone zostały krajowe banki, odpowiedzialne za podsycanie giełdowego boomu, a także Bank Anglii, któremu zarzucono brak skutecznego nadzoru.